# Amphixystis paroditella
Amphixystis paroditella är en fjärilsart som beskrevs av Pierre E.L. Viette 1957. Amphixystis paroditella ingår i släktet Amphixystis och familjen äkta malar. Inga underarter finns listade i Catalogue of Life.